# Arbeitsgemeinschaft Neue Demokratische Jugendverbände

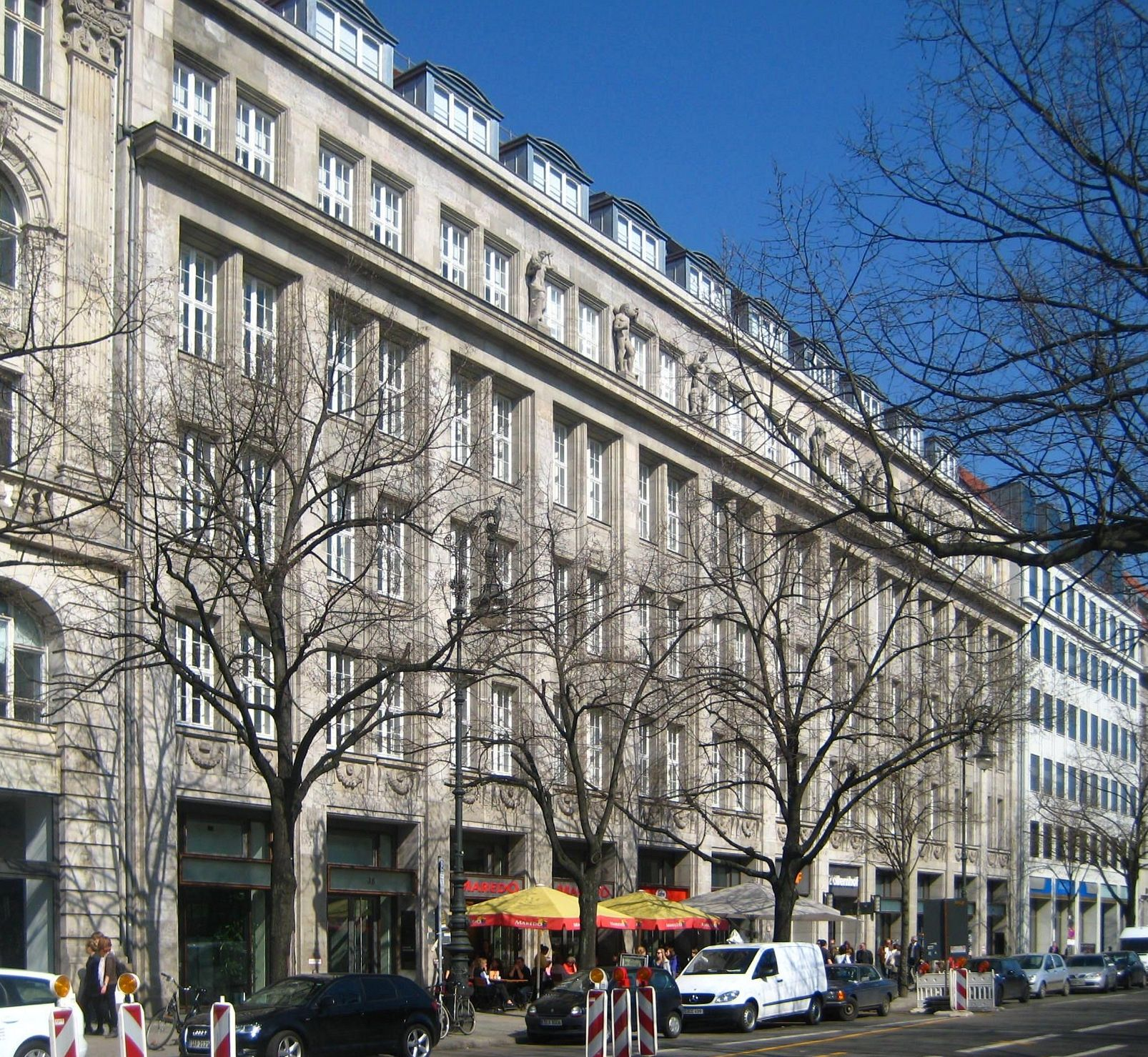
Der Zollernhof in Berlin-Mitte, von 1991 bis 1993 erster Sitz der ANDJ

Die Arbeitsgemeinschaft Neue Demokratische Jugendverbände (ANDJ) entstand im Februar 1991 als Zusammenschluss von ursprünglich fünf Jugendverbänden, von denen einer, die Deutsche Esperanto-Jugend, als grenzüberschreitender und in West- wie Osteuropa gleichermaßen aktiver Jugendverband vor der deutschen Wiedervereinigung in der Bundesrepublik wie auch – weniger formell – in der DDR existierte, und die anderen vier direkt nach dem Mauerfall und dem Zugeständnis, weitere Jugendverbände neben der staatlichen Organisation FDJ zu gründen, auf dem Territorium der im Umbruch befindlichen DDR entstanden. Mitgliederstärkster Verband dieser vier DDR-Neugründungen war das Jugendnetzwerk Lambda – Junge Lesben und Schwulen, das schnell nach Westen expandierte, wo jugendliche Lesben und Schwule gleichermaßen existierten aber bis dahin nicht als Jugendverband organisiert waren.
Die Arbeitsgemeinschaft Neue Demokratische Jugendverbände setzte damit die Arbeit des „Runden Tisches der Jugend“ in der DDR fort, der sich im November 1989 gegründet hatte und neben den fünf späteren ANDJ-Mitgliedsverbänden noch weitere direkt nach dem Mauerfall entstandene Jugendgruppen der DDR enthielt, die aber im Rahmen der deutschen Wiedervereinigung entweder schnell in westdeutsche Partnerverbände aufgegangen sind (wie z. B. die Jusos oder Jungen Liberalen) oder sich wenige Monate nach ihrer Gründung aufgrund der gesellschaftlichen Veränderungen der Neuen Bundesländer schon wieder aufgelöst hatten.
Im Februar 1990 hatten die „neuen“ Jugendverbände des „Runden Tisches der Jugend“ das bisherige Zentralratsgebäude der FDJ an der Adresse Unter den Linden 36–38 besetzt, den Zollernhof in Berlin-Mitte, in dem nach ihrer Gründung auch die ANDJ seinen Sitz hatte. Im April 1991 wurde die ANDJ Mitgliedsverband, im Oktober 1993 auf eigenen Wunsch Anschlussverband im Deutschen Bundesjugendring (DBJR). Im gleichen Zeitrahmen lösten sich drei der fünf Mitgliedsverbände allmählich auf, sodass der Arbeitskreis von 1993 bis 2011 nur aus den zwei Mitgliedsverbänden Deutsche Esperanto-Jugend und Jugendnetzwerk Lambda bestand, die sich trotz unterschiedlicher Arbeitsschwerpunkte entschieden hatten, gemeinsam in den Gremien des Deutschen Bundesjugendrings vertreten zu bleiben. 2011 verließ auch das Jugendnetzwerk Lambda den Arbeitskreis und wurde ein eigenständiger Anschlussverband im Deutschen Bundesjugendring. In der Folge erlosch die ANDJ; die Deutsche Esperanto-Jugend ist nicht mehr im DBJR vertreten.